# Dušikov triklorid
Dušikov triklorid je kemijski spoj formule NCl3. To je nestabilna gusta tekućina žute boje, koja po svojstvima pripada inicijalnim eksplozivima. Eksplozivno se raspada pri temperaturama višim od 80 °C, te zbog potresanja.
Otrovan je i utjecaj na sluznice mu je kao kod tipičnog bojnog otrova suzavca.
Dobiva se tretiranjem amonijaka i amonijevih soli elementarnim klorom:
4 NH3  +  3 Cl2 →  NCl3  +  3 NH4Cl

## Reakcije
Dušikov triklorid hidrolizira u vrućoj vodi oslobađanjem amonijaka i hipokloritne kiseline:
NCl3 + 3 H2O → NH3 + 3 HOCl

## Sigurnost
Spoj pripada opasnim eksplozivima. Osjetljiv je na svjetlost, toplinu i organske spojeve. Prvi ga je sintetizirao Pierre Louis Dulong 1812. godine, zbog čega je doživio i nesreću, ostao je bez oka.